# Brachygluta paludosa
Brachygluta paludosa är en skalbaggsart som först beskrevs av Peyron 1858.  Brachygluta paludosa ingår i släktet Brachygluta, och familjen kortvingar. Arten har ej påträffats i Sverige.